# ترتیزک چمنی میوه‌گوشتی
ترتیزک چمنی میوه‌گوشتی (نام علمی: Leavenworthia crassa) نام یک گونه از سرده ترتیزک چمنی است.